# Acme Model B
Der Cadillac Model B, ab 1917 Acme Model B, war ein von 1915 bis ca. 1923 produzierter, US-amerikanischer Lastkraftwagen. Hersteller war zunächst die Cadillac Auto Truck Company in Cadillac, Wexford County (Michigan), die spätestens ab 1919 als Acme Motor Truck Company firmierte. Model B war das kleinste Modell im Programm.

## Marken- und Unternehmensgeschichte
Die Cadillac Auto Truck Company war 1915 gegründet worden und stellte unter dem Markennamen Cadillac Nutzfahrzeuge der damaligen leichten und mittleren Leistungsklasse mit Nutzlasten von 0,75 bis 3,5 sh. tn. (0,7 bis 3,2 t) her. Das Unternehmen, das nach seinem Sitz benannt war und keinen Bezug zur Cadillac Motor Car Company in Detroit (Michigan) hatte, verlor 1917 einen Markenrechtsprozess gegen diesen älteren und größeren Automobilhersteller. Es folgte die Umstellung auf den Markennamen Acme und den Firmennamen Acme Motor Truck Company. Letzterer ist ab 1919 nachweisbar, der Markenname scheint umgehend geändert worden zu sein. Es folgten auch größere Modelle, Sattelschlepper-Zugmaschinen und Omnibusse, ehe das Unternehmen 1931 schließen musste.
Alle Modelle der beiden Marken waren „Assembled vehicles“, d. h., der Hersteller kaufte auf dem freien Markt Komponenten wie Motoren, Getriebe, Achsen usw. zu und konfektionierte daraus sein Fahrzeugprogramm. Acme-Fahrzeuge genossen einen guten Ruf.

## Modellgeschichte
Die Literatur zu den Cadillac-Modellen ist dürftig. Bekannt ist, dass das kleinste Modell zunächst mit einer Nutzlast von 0,75 sh. tn. (ca. 680 kg) und einem Radstand von 128 Zoll (3251 mm) erschien. Es kostete US$ 1290,-. Es wurde nach kurzer Zeit, möglicherweise noch vor der Namensänderung, von einer Version mit 1 sh. tn. (915 kg) Nutzlast und 130 Zoll (3302 mm) Radstand abgelöst. Mit US$ 1575,- war diese Ausführung allerdings deutlich teurer. Inbegriffen waren Sitze, Scheinwerfer, Hupe, Wagenheber und Werkzeug, was nahelegt, dass eine Kabine zum Lieferumfang gehörte. Eine Werks-Illustration zeigt eine solche mit festem Dach aber ohne Türen. Dazu kam der Aufbau, den das Werk gemäß einer Anzeige von 1919 selber herstellen konnte.
Das Model B wurde 1924 vom Acme Model 20L abgelöst. Dies war ebenfalls ein Eintonner, der Radstand betrug unverändert 130 Zoll.

## Technik

### Motor
Cadillac und Acme verwendeten bis 1927 durchwegs Vierzylinder-Reihenmotoren von Continental. Wie erwähnt, fehlen Daten zum Cadillac Model B. Die nachstehen Angaben sind für den Acme Model B von 1917 bis 1918 belegt. Natürlich können sie mit dem Cadillac Model B ganz oder teilweise übereinstimmen. Model B erhielt einen wassergekühlten Viertaktmotor in Monoblockbauweise mit 192,4 c.i (3153 cm³) Hubraum, errechnet aus einer Zylinderbohrung von 3,5 Zoll (88,9 mm) und einem Hub von 5 Zoll (127,0 mm). Die Leistung lag bei 30 bhp (22,4 kW). Die nach der A.L.A.M.-Formel aus der Bohrung errechnete, nicht gemessene, Leistung betrug 19,6 HP.
Die Thermosiphonkühlung wurde von einer Wasserpumpe unterstützt und die Schmierung erfolgte durch eine Ölpumpe im Schleuderverfahren. Acme verwendete einen Rayfield-Vergaser und Eisemann-Magnetzündung.

### Kraftübertragung
Bei allen Acme-LKW erfolgte die Kraftübertragung mittels Dreigang-Schaltgetriebe mit Rückwärtsgang, Einscheiben-Trockenkupplung und Antriebswelle auf die Timken-Hinterachse, wo sie mittels Schneckengetriebe verteilt wurde. Modern war die Anordnung von Schalthebel und Handbremshebel mittig im Fahrzeug statt außen.

### Fahrgestell und Aufhängung
Der Kastenrahmen bestand aus hitzebehandeltem Preßstahlprofil von 4,5 Zoll (11,4 cm) Breite. Der Radstand betrug 130 Zoll (3302 mm), die Spurweite vorn und hinten 56 Zoll (1422 mm). Das Fahrzeug hatte vorn und hinten Starrachsen. Die vordere war geschmiedet. Die Hinterachse war Full-floating ausgelegt, d. h. die Kraft übertragenden Halbwellen sind durch Wälzlager und Radnabe weitgehend von Querkräften befreit. Beide waren an Halbelliptik-Blattfederpaketen aufgehängt. Das Fahrzeug hatte eine Schneckenlenkung und war ein Linkslenker. Hand- und Fußbremsen wirkten auf Trommeln an der Hinterachse. Die erwähnte Illustration zeigt ein Fahrzeug mit Artillerierädern. Die Reifendimension war 34 × 3 Zoll von und 34 × 4 Zoll hinten.